# Guerre d'usure
 (octobre 2024).
Si vous disposez d'ouvrages ou d'articles de référence ou si vous connaissez des sites web de qualité traitant du thème abordé ici, merci de compléter l'article en donnant les références utiles à sa vérifiabilité et en les liant à la section « Notes et références ».
La guerre d'usure ou guerre d'attrition est un type de conflit armé au cours duquel l'accent est mis sur la destruction des ressources militaires de la force opposée.

## Apparition du concept
La guerre d'usure est une conception des états-majors de la Première Guerre mondiale. Elle correspond à l'ultime blocage de la « guerre de position » résultant de l'échec du « culte de l'offensive ». Son paroxysme est atteint sur le front de la Somme de juillet à novembre 1916 où une hypothétique victoire était recherchée dans l'anéantissement de l'adversaire. 
Cette « lutte à mort » eut pour conséquences environ un million de soldats morts ou blessés ainsi que le limogeage des généraux Joffre, Foch et Falkenhayn. La guerre d’usure fut inédite au premier quart du XXe siècle.

## XXIesiècle
Le concept trouve un renouveau contemporain sous l'appellation de guerre d'attrition, mettant l'accent sur l'usure des réserves matérielles de l'ennemi. La guerre russo-ukrainienne peut être qualifiée de « guerre d’attrition ».

## Référence
1. ↑  Une guerre d’attrition, ou guerre d’usure, est une guerre qui s’étend dans le temps.